# 波瓦罗夫反应
波瓦罗夫反应（英語：Povarov reaction）是发生在芳基亚胺（由苯胺类与苯甲醛类缩合产生）与富电子烯烃或烯烃衍生物（如烯醇醚、烯胺等拥有能提供电子的官能团的烯烃衍生物）之间的表观环加成反应。苯胺、苯甲醛以及烯烃可以在一锅中经多组分反应作用得到产物。
波瓦罗夫最早报道的反应中的产物为喹啉衍生物。

## 反应机理
苯胺与苯甲醛缩合生成的亚胺，在用路易斯酸（如三氟化硼）活化后与富电子烯烃发生亲电加成，得到羰基氧鎓离子，并与芳环发生亲电芳香取代环化，再经消除，得最后产物。
此反应属于氮杂狄尔斯－阿尔德反应的一种。

## 应用
下列亚胺与烯胺在三氟甲磺酸钇作路易斯酸下反应，区域选择性、非对映选择性地产生一个四氢喹啉衍生物。

## 变体
用醇捕获反应中的氧鎓离子，制备缩醛。